# Буддийский гибридный санскрит
Буддийский гибридный санскрит (англ. Buddhist Hybrid Sanskrit) — современный лингвистический термин для обозначения языка ряда индийских буддийских текстов, например Праджняпарамита-сутры. Относится к среднеиндийским языкам. Иногда употребляются термины «буддийский санскрит» (англ. Buddhist Sanskrit) или «смешанный санскрит» (англ. Mixed Sanskrit).

## Происхождение
Произведения, написанные на буддийском гибридном санскрите, появились после кодификации, которую осуществил  в IV веке до н. э. по отношению к санскриту индийский грамматик  Панини. Вероятно, до этого буддийские произведения не записывались на языке брахманских элит, так как во времена Будды произведения на нём были доступны только членам «дважды рождённых» каст. Хотя Гаутама Будда, вероятно, был знаком с тем, что сейчас называют санскритом, он предпочитал обучать на местных языках. В определённый момент он высказался против перевода его учения на язык Вед, говоря, что это было бы неразумно: ведийский язык к тому времени был архаичным и устаревшим.
После выхода работы Панини санскрит стал превосходить другие языки индийской литературы и философии. Буддийские монахи стали приспосабливать к нему привычный им язык, оставаясь под влиянием ранней устной традиции, восходящей к протоканоническому пракриту. Существуют разнообразные теории относительно связей этого языка с пали, однако точно установлено, что пали намного ближе к этому языку, по сравнению с санскритом. Согласно К. Р. Норману, пали мог рассматриваться как форма буддийского гибридного санскрита. Однако, Франклин Эджертон утверждает, что пали в сущности является пракритом.
В большинстве случаев, где буддийский гибридный санскрит отличается от санскрита, он ближе или совпадает с пали. В то же время, большинство дошедших до наших дней книг на буддийском гибридном санскрите были изначально написаны на нём, а не являлись переработками или переводами уже существовавших работ на пали или других языках.

## Отличия от санскрита
Термин появился и вошёл в употребление во многом благодаря ученому Франклину Эджертону. В настоящее время буддийский гибридный санскрит изучается в основном для чтения написанных на нём буддийских трудов и изучения развития индоарийских языков. По сравнению с пали и классическим санскритом, языку посвящено сравнительно немного исследований, частично потому, что на нём доступно меньше источников. Кроме того, по мнению некоторых ученых, буддийский гибридный санскрит недостаточно отличается от стандартного санскрита, чтобы выделить его в отдельную категорию.
В то же время Ф. Эджертон утверждает, что читатель текста, написанного на буддийском гибридном санскрите

«редко столкнется с формами и выражениями, которые определенно неправильны, или, по крайней мере, более неправильны чем, скажем, эпический санскрит, в котором также нарушаются строгие правила Панини. В то же время в каждом абзаце будут встречаться слова и обороты, которые, являясь приемлемыми,… никогда не были бы использованы небуддийским писателем».
По мнению Эджертона, практически все написанные на санскрите буддийские работы, по крайней мере, позднего периода, принадлежат к неразрывной и единой лингвистической традиции. Язык этих работ отличается от традиции брахманского санскрита и уходит корнями непосредственно в полусанскритизированную форму протоканонического пракрита. Необычные буддийские слова буддийского гибридного санскрита доказывают, что он принадлежит к отдельной лингвистической традиции, довольно сильно отличающейся от стандартного санскрита (Эджертон указывает и на другие признаки).
Буддийские писатели, использовавшие стандартный брахманический санскрит, не так многочисленны. Эта группа, вероятно, состояла из людей перешедших в буддизм, но получивших в молодости классическое брахманское образование, как, например, Ашвагхоша.
Многие санскритские слова или их особое употребление известны только из буддийских текстов. Значительный процент таких слов имеется и в пали. По мнению Эджертона, это может доказывать, что большинство из них принадлежит к лексике протоканонического буддийского пракрита.
По аналогии с буддийским гибридным санскритом во второй половине двадцатого века стали[кто?] говорить о буддийском гибридном английском языке, и буддийском гибридном русском (появление в нём таких слов как «таковость» / «этость» — перевод санскритского «татхата» (Дебипрасад Чаттпадхьяя «Живое и мёртвое в индийской философии» — см. русский перевод, 1983, с. 385—387), таких устойчивых словосочетаний как «Так Пришедший» и многих других, ставших практически лексическими единицами, даёт для этого все основания.